# Hr-chronos
hr-chronos ging am 5. Februar 2001 auf Sendung. Es war der Nachfolgesender von hr1 plus, das am 5. Januar 1998 als eines der vier vom Hessischen Rundfunk (hr) neu gestarteten „Plus-Programme“ im damaligen DAB-Pilotprojekt Hessen auf Sendung ging und das bisherige hr-Mittelwellenprogramm, eine Übernahme von hr1, ergänzt um Übertragungen von Parlamentsdebatten, ersetzte.

## Geschichte
Die bisherige Welle strahlte neben hr1 nur Sonderprogramme und das noch bis Ende 2009 existente Fremdsprachenprogramm aus. hr1 plus wiederholte Sendungen von hr1 und hr2 und ergänzte das Hauptprogramm durch weitere Informations- und Nachrichtensendungen.
Gut drei Jahre nach Sendestart wurde hr1 plus in hr-chronos umbenannt. Ein neues Programmschema und neue Sendungen machten das Programm unabhängiger von dem „Mutterprogramm“ hr1. Mittlerweile war auch die Ausstrahlung via DAB eingestellt worden, wie bei allen anderen Plus-Programmen. Der Empfang war ab diesem Zeitpunkt nur über Mittelwelle und Satellit möglich.
Am 30. Juni 2003 wurde das Programm aus Kostengründen eingestellt, die Mittelwellenfrequenz übernahm hr-skyline (später hr-info), das bis Ende 2009 Teile des chronos-Programms auf der Mittelwelle fortführt.